# Любов моя, печаль моя
«Кохання моє, журба моя» (інша назва «Фархад і Ширін» (тур. Ferhat ile Şirin)) — радянсько-турецький художній фільм 1978 року. Спільне виробництво студій «Мосфільм» і «Тугра-фільм». За мотивами п'єси класика турецької літератури Назима Хікмета «Легенда про любов».

## Сюжет
Східна правителька Махмене Бану, заради порятунку сестри Ширін від смертельної хвороби, жертвує своєю красою. Ширін зустрічає художника Фархада. Махмене розлучає їх, так як любить обох…

## У ролях
- Тюркан Шорай —  Мехмене Бану
- Алла Сігалова —  Ширін  (озвучує Олена Коренєва)
- Фарук Пекер —  Фархад
- Йилмаз Дуру —  візир
- Армен Джигарханян —  незнайомець
- Володимир Самойлов —  лікар
- Анатолій Папанов —  звіздар
- Всеволод Санаєв —  батько Фархада
- Аділь Іскендеров —  старший майстер
- Ірина Мірошниченко —  Сервіназ
- Арчіл Гоміашвілі —  Ашраф

## Знімальна група
- Автор сценарію і режисер-постановник: Аждер Ібрагімов
- Оператор-постановник: Костянтин Петриченко
- Художники-постановники: Борис Немечек, Борис Бланк, Володимир Кірс
- Художник по костюмах: Ольга Кручиніна
- Композитор: Мурад Кажлаєв